# ميلاد فراهاني
ميلاد فراهاني (بالفارسية: میلاد فراهانی) هو لاعب كرة قدم إيراني في مركز حراسة المرمى، ولد في 26 يونيو 1988 في كرج في إيران. لعب مع نادي بيكان ونادي داماش غيلان ونادي صبا قم ونادي نيروي زميني.

## وصلات خارجية
- ميلاد فراهاني على موقع قاعدة بيانات كرة القدم.إي يو (الإنجليزية)
- ميلاد فراهاني على موقع Soccerway.com (الإنجليزية)